# Pagbilao
Pagbilao is een gemeente in de Filipijnse provincie Quezon op het eiland Luzon. Bij de laatste census in 2010 telde de gemeente bijna 66 duizend inwoners.

## Geografie

### Bestuurlijke indeling
Pagbilao is onderverdeeld in de volgende 27 barangays:
| - Alupaye - Antipolo - Añato - Bantigue - Barangay 1 Castillo - Barangay 2 Daungan - Barangay 3 Del Carmen - Barangay 4 Parang - Barangay 5 Santa Catalina - Barangay 6 Tambak - Bigo - Binahaan - Bukal - Ibabang Bagumbungan | - Ibabang Palsabangon - Ibabang Polo - Ikirin - Ilayang Bagumbungan - Ilayang Palsabangon - Ilayang Polo - Kanluran Malicboy - Mapagong - Mayhay - Pinagbayanan - Silangan Malicboy - Talipan - Tukalan |

## Demografie
Pagbilao had bij de census van 2010 een inwoneraantal van 65.996 mensen. Dit waren 3.435 mensen (5,5%) meer dan bij de vorige census van 2007. Ten opzichte van de census van 2000 was het aantal inwoners gegroeid met 12.554 mensen (23,5%). De gemiddelde jaarlijkse groei in die periode kwam daarmee uit op 2,13%, hetgeen hoger was dan het landelijk jaarlijks gemiddelde over deze periode (1,90%).

De bevolkingsdichtheid van Pagbilao was ten tijde van de laatste census, met 65.996 inwoners op 170,96 km², 386 mensen per km².